# Lagerfrist
Die Lagerfrist bezeichnet den Aufbewahrungszeitraum für Sendungen bei Postunternehmen, Paketdiensten und sonstigen Logistik- und Transportdienstleistern.
Von der Lagerfrist zu unterscheiden ist der Postlauf, welcher die Zeitdauer bezeichnet, die eine Postsendung von der Aufgabestelle bis zum Empfänger benötigt.

## Deutsche Post und DHL
Die Lagerfrist beträgt bei der Deutschen Post und bei DHL grundsätzlich sieben Werktage. Dabei zählen für die Berechnung der 7-tägigen Lagerfrist für Postsendungen und Pakete als Werktage die Wochentage Montag bis Samstag. Gesetzliche Feiertage und Sonntage zählen bei der Berechnung der Frist nicht mit. Der Fristlauf beginnt mit dem Werktag, der auf die versuchte Erstzustellung folgt.
Die Beauftragung einer Zweitzustellung führt zu keiner Fristverlängerung. Der Termin einer Zweitzustellung muss ebenfalls im 7-Tage-Fenster der ursprünglichen Sendungsbenachrichtigung liegen.
Zu Packstationen adressierte Sendungen werden dagegen nur sieben Kalendertage gelagert und hierbei beginnt die Frist ab Tag der Zustellung. Für zu Packstationen umgeleitete Pakete sind es 9 Kalendertage. Umgekehrt beträgt die Lagerfrist für an Packstationen adressierte, jedoch zu Filialen umgeleitete Sendungen die dort üblichen sieben Werktage.

## DPD
DPD bewahrt Pakete sieben Kalendertage lang auf, wenn diese in einem Paketshop abgegeben wurden oder sich im DPD-Depot befinden.
Nach einem Zustellversuch kann der Fahrer das Paket entweder in einem Paketshop abgeben oder mit zurück in das Depot nehmen. Wird das Paket nicht in einem Paketshop hinterlegt, erfolgt ein neuer Zustellversuch. Wird auch dann das Paket nicht in einem Paketshop abgegeben, hat der Kunde sieben Tage Zeit, um einen dritten Zustellversuch zu beauftragen. Schlägt dieser ebenfalls fehl, kann innerhalb der nächsten sieben Tage eine Selbstabholung im Depot vereinbart werden, ansonsten geht das Paket zurück an den Absender.

## Hermes
Bei Hermes werden standardmäßig drei Zustellversuche unternommen. Danach oder bei unklaren Adressangaben wird das Paket 10 Tage im Verteilzentrum aufbewahrt. In dieser Zeit kann ein vierter Zustellversuch beauftragt werden.
Ebenfalls werden an Paketshops zugestellte Sendungen zehn Tage dort aufbewahrt und anschließend an den Absender zurückgesandt.